# Ignaz Anton Gunetzrhainer

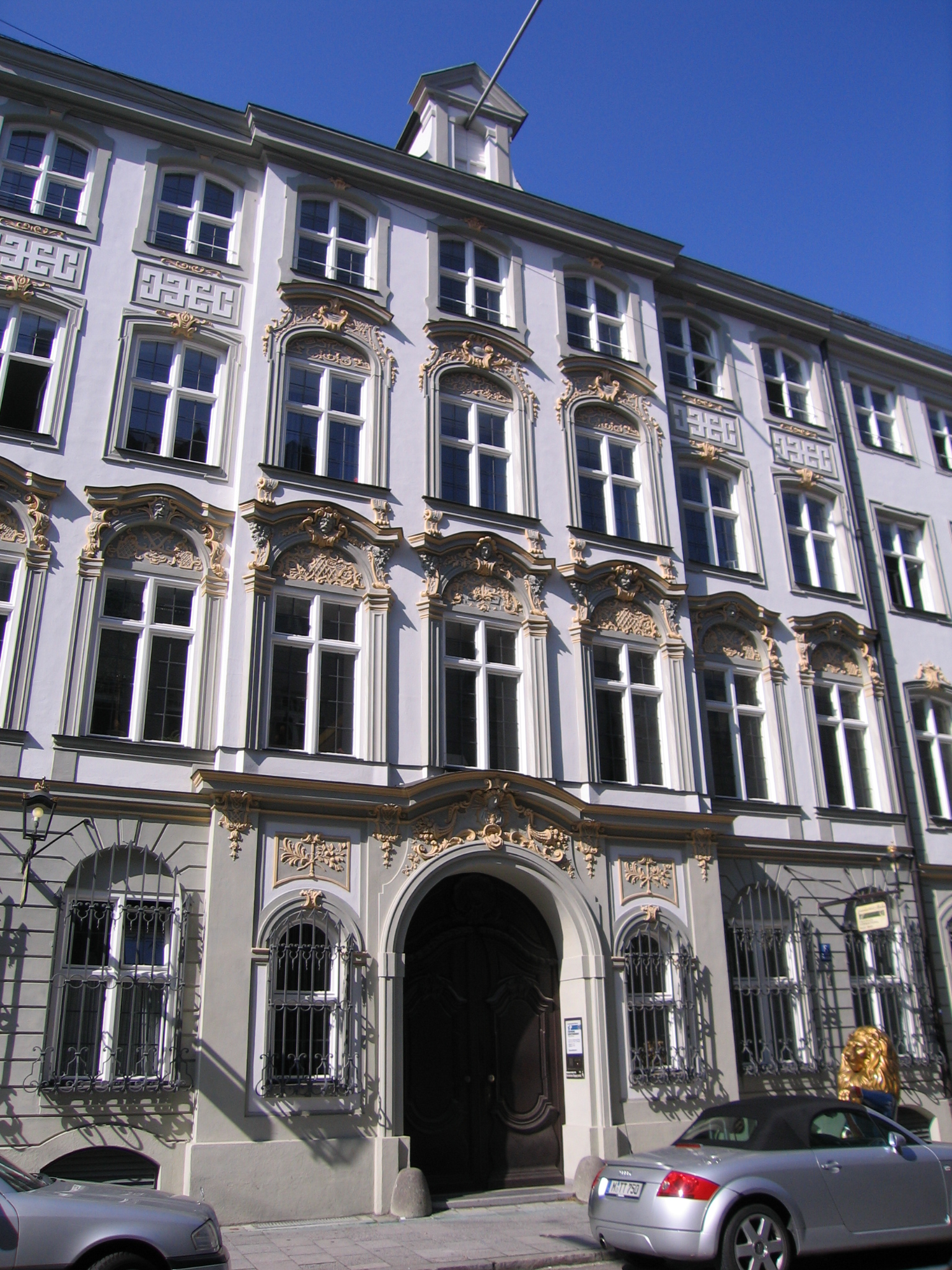
Palais Lerchenfeld in München

Ignaz Anton Gunetzrhainer (* 31. Juli 1698 in München; † 12. oder 15. November 1764 ebenda) war ein Baumeister des süddeutschen Barock. Zusammen mit seinem Bruder Johann Baptist schuf er das Palais Toerring-Jettenbach, allein das Palais Lerchenfeld in München und die Klosterkirche St. Theresia und Johannes in Reisach.

## Leben
Der Sohn des Münchner Stadtmaurermeisters Martin Gunetzrhainer (1639–1699) und Bruder des Baumeisters Johann Baptist Gunetzrhainer erhielt seine Ausbildung bei seinem Stiefvater, dem Münchner Stadtmaurermeister Johann Mayr. 1715 empfing er seinen Lehrbrief und durchwanderte in den folgenden Jahren vermutlich Österreich.
Nach seinen Plänen wurde 1721–23 die Schlosskirche, jetzt Filialkirche St. Johannes Baptist, und 1723 das Schlossgebäude in Ebermannsdorf errichtet. Beide Gebäude sind in die Denkmalliste von Ebermannsdorf eingetragen. Seit 1725 lebte er als Bauzeichner wieder in München. Um 1726 erbaute er das Palais Lerchenfeld in der Altstadt von München. 1726 und 1727 arbeitete er in den Diensten des Hofbauamtes vor allem am Schloss Schleißheim. 1730/31 leitete er den Chorumbau von St. Peter nach eigenen Entwürfen. Ab 1731 war er als Baumeister führend beteiligt an der Sanierung der einsturzgefährdeten Klosterkirche des Augustinerklosters in Regensburg sowie an der Umgestaltung der Kirche im Stil des Barock.
1733 wurde er Nachfolger Mayrs als Stadtmaurermeister in München. 1749 ernannte man ihn zum Stadtoberbaumeister. Häufig arbeitete er mit seinem Bruder Johann Baptist zusammen wie bei der Neugestaltung von Schloss Neubeuern (1747–1752). Von ihm stammt der Plan zum Palais Toerring-Jettenbach in München aus dem Jahr 1744. Zusammen mit seinem Bruder Johann Baptist führte er den Bau von 1747 bis 1754 aus. Als sein sakrales Hauptwerk galt die 1737 bis 1747 entstandene Karmeliterkirche von Kloster Reisach am Inn, doch aufgrund neuerer Forschungen wird nun sein Bruder als der maßgebliche Planer angesehen. Schloss Farnach, ein kleiner Edelsitz in der Gemeinde Riedering, wurde 1756–57 nach seinen Plänen barock ausgebaut. Von 1760 bis 1763 gestaltete er das Schloss Neuberghausen in Bogenhausen zu einem Rokokoschloss um.
Auch die Errichtung der ersten Steinbrücke über die Isar an der Stelle der heutigen Ludwigsbrücke geht auf Ignaz Anton Gunetzrhainer zurück. 1759 bis 1761 wurde unter seiner Leitung die äußere Isarbrücke (von der Museumsinsel (München) über den rechten Isararm und den Auer Mühlbach) aus Stein errichtet, nach seinem Tod wurde 1767 bis 1772 nach seinen Plänen die innere Isarbrücke als Steinbrücke erbaut. Einer seiner Lehrlinge war (1740 bis 1743) der spätere Münchner Stadtmaurermeister Balthasar Trischberger.

## Werk (Auswahl)
- Palais Toerring-Jettenbach, Residenzstraße, München; 1945 zerstört und danach nicht wiederaufgebaut
- Palais Lerchenfeld, Damenstiftstraße, München; 1945 zerstört und 1953 von Erwin Schleich wiederaufgebaut
- Klosterkirche St. Theresia und Johannes, Reisach
- Klosterkirche St. Salvator, Regensburg (Umbau); 1838 abgerissen
- Pfarrkirche St. Peter, München (Umbau)